# 朋布西乡
朋布西乡，是中华人民共和国四川省甘孜藏族自治州康定县曾经下辖的一个乡。2019年12月，撤销朋布西乡、甲根坝乡，设立甲根坝镇。

## 行政区划
朋布西乡撤销前下辖以下地区：
甲根桥村、西让卡村、木枯村、日头村、格日底村、木都村、马达村、夺让村、日吾村、江德村、纳梯村、提弄村和马色村。